# Visualiseringscenter C
Visualiseringscenter C är en mötesplats kring visualisering mitt i Industrilandskapet i Norrköping. Centret är ett samverkansprojekt mellan Linköpings Universitet, Norrköpings kommun, och RISE Interactive C-Studio. Centret ritades av ÅWL Arkitekter och invigdes den 27 maj 2010 av Carl XVI Gustaf.
Science centret gästas årligen av omkring 100 000 besökare. Centret inrymmer interaktiva utställningar, en Dom (kupolformad biograf för 3D-filmer och visningar i 360 °), konferenslokaler, Virtual Reality-arena, restaurang och butik. Det primära målet är att öka intresset för naturvetenskapliga ämnen och teknik hos barn och ungdomar. Varje år tar centret emot ca 10 000 skolelever. Science centret drivs av det kommunalägda bolaget Norrköping Visualisering AB.
Det var visualiseringsforskningen vid Linköpings universitet som innebar startskottet för centret år 2000. Utgångspunkten ligger i den visualiseringsforskning av världsklass som bedrivs vid Linköpings universitet, Campus Norrköping. 